# Joseph Barthélemy Sieyès La Baume
Pour les articles homonymes, voir Sieyès (homonymie).
Joseph Barthélémy Sieyès La Baume (1749-1830) est un député du Tiers-État aux États généraux de 1789.

## Biographie
Fils d'Honoré Sieyès, receveur des droits royaux et maître de poste de Fréjus, et d'Anne Angles, il est le frère de l'abbé Emmanuel-Joseph Sieyès et de Joseph Honoré Léonce Siéyès. Il épouse vers 1770-1774 Marie Thérèse Roubaud, fille de Honoré Roubaud (1713-1786), receveur de la viguerie de Grasse, conseiller-notaire- secrétaire du Roi en la cour des comptes, pourvu de cet office en 1783 et mort en charge, et de Marguerite Mérigon. Il est donc le beau-frère de François Yves Roubaud, député du Var à l'Assemblée Législative. 

## Carrière
Après une formation en droit, il devient avocat à Fréjus, puis viguier et receveur des domaines à Fréjus en 1776, subdélégué de l'intendant de 1777 à la Révolution. 
Député électeur de la sénéchaussée de Draguignan, il est élu député du tiers-état de la sénéchaussée de Draguignan aux états généraux. Dans ce cadre, il prête le serment du Jeu de paume. 
Il revient ensuite à Fréjus, ville dont il est maire du 21 pluviôse an IV au 1" floréal an VI.
Il est nommé juge au tribunal de Cassation à partir du 1er avril 1800 (11 germinal de l'an VIII), sans doute à l'instigation de son frère. Il l'est encore en 1810. Il reste à Paris jusqu'à sa mort en 1830.
Il est fait chevalier de la Légion d'honneur le 25 prairial an XII (13 juin 1804).

## En savoir plus